# أحمد الريسي
أحمد ناصر الريسي هو لواء إماراتي. يشغل حاليًا منصب رئيس الإنتربول، والمفتش العام في وزارة الداخلية لدولة الإمارات.

## النشأة والدراسة
بحسب موقعه على الإنترنت، فقد انضم الريسي إلى شرطة أبوظبي عام 1980 كعضو في «فرع الإنذار ضد السرقة». وترقى في الرتب حتى أصبح مديرًا عامًا للعمليات المركزية في عام 2005. حصل على درجة البكالوريوس في علوم الكمبيوتر من جامعة أوتربين ‏ عام 1986، ودبلومًا في إدارة الشرطة من جامعة كامبريدج عام 2004، وماجستير إدارة الأعمال من جامعة كوفنتري عام 2010، ودكتوراه من جامعة لندن الحضرية في عام 2013.
شارك في تأليف كتاب (الأثر الاجتماعي والأمني للإنترنت)، والذي نشره مركز الإمارات للدراسات والبحوث الاستراتيجية عام 2009.

## المسار المهني
عُيّن مفتشا عاما لوزارة الداخلية عام 2015. لعب دورًا رئيسيًا في اعتقال ماثيو هيدجز، الأكاديمي البريطاني المتهم بالتجسس من قبل النظام الإماراتي، في عام 2018. تقول منظمات حقوق الإنسان إن الريسي يشرف على جهاز أمن دولة «سيء السمعة»، حيث أساء استخدام نظام النشرة الحمراء للإنتربول.
وهو عضو في اللجنة التنفيذية للإنتربول، وشغل منصب مندوب آسيا منذ عام 2018.

### الترشح لرئاسة الإنتربول
كان المرشح الرسمي لدولة الإمارات العربية المتحدة لخلافة كيم جونغ يانغ كرئيس للإنتربول في عام 2022. بسبب اتهامات تعذيب تورط فيها، نددت جماعات حقوق الإنسان بشدة بترشيحه. قام تحالف من 19 منظمة حقوقية، بما في ذلك هيومن رايتس ووتش ومركز الخليج لحقوق الإنسان، بكتابة رسالة مفتوحة إلى الإنتربول ينصح فيها بعدم تعيينه. قال تقرير صادر عن ديفيد كالفرت سميث، المدعي العام السابق للمملكة المتحدة، إن الريسي غير مناسب لهذا المنصب. طلب ماثيو هيدجز من أعضاء الإنتربول عدم التفكير في تولي الريسي المنصب.
في يونيو 2021، رفع مركز الخليج لحقوق الإنسان شكوى جنائية في باريس ضد الريسي. تتهمه الشكوى بالمسؤولية عن تعذيب أحمد منصور، المعارض الإماراتي البارز الذي قُبض عليه في 2017.
كانت الإمارات تروج للريسي من خلال ترتيب رحلاته إلى الدول الأعضاء في الإنتربول للحصول على الدعم، بينما كان يُنظر إليه على أنه «منبوذ دوليًا».
تمت مقاضاة الريسي في عدة دول. رفع رودني ديكسون، محامي ماثيو هيدجز وعلي أحمد، شكوى إلى الشرطة السويدية للقبض على الريسي فور وصوله للبلاد، كجزء من جولته الانتخابية قبل التصويت. وتقدم هيدجز وأحمد بطلب مماثل إلى سلطات الشرطة النرويجية، طالبا منها المساعدة واغتنام فرصة زيارة الريسي للقبض عليه، في حال فتح تحقيق.
في نوفمبر 2021، أصدر ثلاثة أعضاء في البرلمان الألماني بيانًا مشتركًا نصّ على أنّ انتخاب الريسي سيعرض سمعة الإنتربول للخطر وأن الترشيح ينتهك المادة الثانية من القانون الأساسي للإنتربول. طلب 35 مشرعًا فرنسيًا من إيمانويل ماكرون في رسالة معارضة ترشيح الريسي. ورفضت الإمارات مخاوف النائب الألماني وقالت إنها فخورة بكونها «من أكثر دول العالم أمانا».

### الانتخاب
جرت الانتخابات في إسطنبول في 25 نوفمبر، حيث خاض الريسي الانتخابات ضد ساركا هافرانكوفا، نائب رئيس الإنتربول. وفاز الريسي بعد ثلاث جولات من التصويت وانتخب لمدة أربع سنوات بحوالي 69٪ من الأصوات. يعتبر أول مرشح من الشرق الأوسط يتم انتخابه رئيسًا.
الإمارات هي ثاني أكبر مساهم في ميزانية الإنتربول، مما أدى إلى مزاعم بأن الإمارات اشترت نتيجة الانتخابات. سيكون دور الريسي بدوام جزئي في الغالب احتفاليًا، وهي حقيقة أكدها الإنتربول مرارًا. واعتبر البعض وعد حملته بزيادة استخدام التكنولوجيا الحديثة في الإنتربول إشارة إلى أدوات المراقبة الإلكترونية التي تستخدمها الأنظمة الاستبدادية. اعتُبر أيضا أنّ انتخاب الريسي استُقبل بترحيب من قبل الدول الاستبدادية، لأنه سيزيد من تآكل مكانة حقوق الإنسان في المنظمات الدولية. وصفت روث مايكلسون من صحيفة الغارديان الانتخابات بأنها «فوز كبير للقوة الناعمة» للإمارات.

### رئاسة الانتربول
في يناير 2022، زار الرئيسي مقر الإنتربول في ليون لأول مرة.,
رفع المحامي الذي يمثل الناشط الحقوقي الإماراتي أحمد منصور وليم بوردون شكوى تعذيب ضد أحمد ناصر الرئيسي في محكمة باريس، بموجب مبدأ الولاية القضائية العالمية. وكان منصور، المحتجز في الحبس الانفرادي، قد وصفته منظمة العفو الدولية بأنه سجين رأي. كما رفع محاميا ماثيو هيدجز وعلي عيسى أحمد، المتهمين الرئيسى بالتعذيب، شكوى جنائية أمام قضاة التحقيق بالوحدة القضائية المختصة بالجرائم ضد الإنسانية وجرائم الحرب بمحكمة باريس.
في 25 يناير 2022، سلمت السلطات الصربية المعارض البحريني أحمد جعفر محمد علي، بالتعاون مع الإنتربول، برئاسة أحمد ناصر الرئيسي. جاء القرار على الرغم من أمر قضائي بتأجيل التسليم حتى 25 فبراير من قبل المحكمة الأوروبية لحقوق الإنسان (ECHR). وقال مدير المناصرة في معهد البحرين للحقوق والديمقراطية، سيد أحمد الوداعي، إن انتهاك قرار المحكمة الأوروبية لحقوق الإنسان يشير إلى كيفية «تجاوز الخطوط الحمراء» تحت قيادة الرئيسي. وقال إن الانتربول سيكون «متواطئا في أي إساءة يتعرض لها علي».
في مايو 2022، أدلى ماثيو هيدجز وعلي عيسى أحمد بشهادتين أمام قاضيي التحقيق في الوحدة القضائية المتخصصة في الجرائم ضد الإنسانية وجرائم الحرب في محكمة باريس. وقال المعتقلان السابقان للقاضي إن أحمد ناصر الرئيسي مسؤول عن التعذيب الذي تعرضا له أثناء احتجازهما في الإمارات. قال أحمد: «الرئيسي هو الملام، لأنه كان رئيس الشرطة ومصلحة السجون» وأنه كان على علم بما يحدث له في السجن.

## النشاطات الخارجية
الريسي هو رئيس مجلس أمناء الجامعة الأمريكية في الإمارات. كما يترأس مجلس إدارة نادي بني ياس.